# اکتل
اکتل (انگلیسی: Actel) شرکت الکترونیک آمریکایی است، که در سال ۱۹۸۵ تأسیس شد.